# NGC 3884
NGC 3884是一个位于狮子座的螺旋星系，距离地球3.3亿光年，1785年4月27日由威廉·赫歇爾发现，属于獅子座星系團。NGC_3884是低電離星系核星系，也是1型西佛星系。2018年2月23日，人们在星系内发现Ic超新星SN 2018yn。